# Joseph Harold Kirkbride
Joseph Harold Kirkbride ( n. 1943 ) es un botánico y profesor estadounidense especializado en Cucurbitaceae.
Trabaja en el USDA Agricultural Research Service, y es curador del "US National Seed Herbarium", y opera en la Taxonomía de Fabaceae y de Cucurbitaceae.

## Algunas publicaciones

### Libros
- joseph h. Kirkbride, charles r. Gunn, anna l. Weitzman. 2003. Fruits and seeds of genera in the subfamily Faboideae (Fabaceae). N.º 1890 de Technical bull. (United States. Dept. of Agr.) Volumen 1. Editor USDA, 1.208 pp. en línea

- -----------------------------. 1993. Biosystematic monograph of the genus Cucumis (Cucurbitaceae): botanical identification of cucumbers and melons. Cucurbitaceae : Botanical Identification of Cucumbers and Melons/Book and Disk. Edición ilustrada de Parkway Publ. Inc. 159 pp. ISBN 0963575201 en línea

- john Harry Wiersema, Joseph H. Kirkbride, Charles R. Gunn. 1990. Legume (Fabaceae) nomenclature in the USDA germplasm system. N.º 1757 de Technical bull. (United States. Agric. Res. Service). Editor USDA, Agric. Res. Service, 572 pp.

## Honores
En 1991 fue presidente de la "Sociedad Botánica de Washington".

### Epónimos
| - (Acanthaceae) Habracanthus kirkbridei (Wassh.) J.R.I.Wood - (Asclepiadaceae) Matelea kirkbridei Morillo | - (Asteraceae) Calea kirkbridei H.Rob. - (Bromeliaceae) Pitcairnia kirkbridei L.B.Sm. & Read | - (Caesalpiniaceae) Cassia kirkbridei H.S.Irwin & Barneby - (Cucurbitaceae) Cucumis kirkbridei Ghebret. & Thulin |

- La abreviatura «J.H.Kirkbr.» se emplea para indicar a Joseph Harold Kirkbride como autoridad en la descripción y clasificación científica de los vegetales.[9]